# Capitano Haddock
Il capitano Archibald Haddock (Capitaine Archibald Haddock) è un personaggio della serie a fumetti Le avventure di Tintin, creato dal fumettista ed artista belga Georges Remi, meglio noto col suo pseudonimo Hergé. Si tratta del migliore amico di Tintin ed è un capitano della marina mercantile.
Haddock appare inizialmente come un fragile alcolista, ma successivamente diventa un personaggio più affidabile ed eroico, nonostante continui ad essere un amante del whisky. Beve esclusivamente Loch Lomond, un malto scozzese lievemente torbato. Il suo gesto più nobile appare in Tintin nel Tibet, in cui si offre stoicamente di sacrificare la sua vita per salvare Tintin.
Mentre al suo esordio Haddock è al comando di una nave cargo, in volumi successivi appare chiaramente in ritiro. Il suo rustico carattere e il sarcasmo si contrappongono all'eroismo a volte inadeguato di Tintin, ed è sempre pronto ad un secco commento ogni volta che il ragazzo reporter diventa troppo idealista.

## Storia
Il capitano Haddock è stato introdotto in Il granchio d'oro, ed all'inizio le sue apparizioni erano piuttosto rare, ma con il passare del tempo egli diventa un personaggio molto importante. Poiché Hergé capisce l'importanza del personaggio lo fa diventare un personaggio permanente del cast a scapito di Milù, il cui ruolo è stato ridotto per poter ospitare quello del capitano Haddock.
Haddock è stato introdotto per la prima volta come amante del whisky e capitano della Karaboudjan, una nave mercantile utilizzata (all'insaputa del capitano) dal suo amico Allan Thompson per il contrabbando di droga. Grazie al suo alcolismo e temperamenti naturali, egli si caratterizza come debole e instabile; a volte si dimostra addirittura un grande pericolo per Tintin. Egli è anche irascibile, emotivamente ha delle esplosioni di rabbia, capace di comportamenti irritanti; ad un certo punto nella storia attacca addirittura Tintin quando, attraversando il deserto marocchino, il sole induce il capitano Haddock ad un'illusione in cui Tintin è una bottiglia di champagne, dunque ne tenta disperatamente di "stappare" la testa.
Michael Farr, esperto delle Avventure di Tintin, precisa che con il capitano Haddock, Hergé ha dovuto ideare il personaggio più creativo della serie. Le vendite del volume in cui è stato introdotto il capitano Haddock indicano che il personaggio fu ben accolto dai lettori.
Dopo un ruolo abbastanza importante in La stella misteriosa, in cui dimostra che è diventato il presidente della Società di Marinai Sobri, dotato di una cabina piena di whisky, il capitano Haddock prende un ruolo più centrale nell'avventura successiva, divisa in due libri, Il segreto del Liocorno e in Il tesoro di Rakam il Rosso. Anzi, la sua storia familiare è parte integrante della trama. Localizzando il tesoro a cui lui e Tintin erano partiti in ricerca, il ricco capitano Haddock si ritira.
Nell'ultima puntata, Tintin e i Picaros, il capitano Haddock è una tale figura da dominare gran parte della prima metà della storia. Egli è di particolare importanza in Coke in Stock, dove la sua grande esperienza da capitano della nave permette a lui e Tintin, che sono stati fatti prigionieri da Rastapopulous, di sopravvivere fino al loro successivo salvataggio.

## Nome
La diva Bianca Castafiore sbaglia sempre a pronunciare il suo nome, mantenendo comunque una certa assonanza con quello originale.

## Caratteristiche
Si ignora l'età esatta del capitano Haddock: se la sua barba lo fa sembrare piuttosto adulto, le sue imprese sportive (in Tibet, sulla Luna) dimostrano che è più giovane ed in forma delle apparenze.
Se sembra essere pensionato è perché non ha bisogno di lavorare, avendo ereditato un'ingente somma di denaro dal nonno.
Inoltre, come tutti i personaggi della serie, non è soggetto a invecchiamento, mentre il mondo esterno si evolve e non conforme al mondo reale (in base alla data di uscita di un album).
Il capitano Haddock, come Tintin, è scapolo. I personaggi femminili hanno un ruolo secondario in questa serie. Solo l'artista Bianca Castafiore è un personaggio femminile degno di nota: infatti giornalisti di Paris-Flash pensano addirittura ad un fidanzamento tra il capitano e la cantante lirica, ma alla fine della storia, il capitano Haddock ritorna alla tranquillità del suo castello a Moulinsart.
Il suo più grande problema è, almeno inizialmente, l'alcolismo. Tanto che in un primo momento è praticamente un relitto umano. Tuttavia dopo l'incontro con Tintin esce dalla dipendenza, pur rimanendo un grande amante di whisky, soprattutto di marca Loch Lomond, concedendosi ogni tanto qualche sbornia. Ne La stella misteriosa presiederà addirittura una lega anti-alcool. A differenza di ciò che vuol far credere, Haddock regge poco l'alcool: in stato d'ebbrezza diventa completamente incosciente, arrivando a dare fuoco alla propria imbarcazione o ad uscire da una navicella spaziale in mezzo allo spazio.
Il capitano Haddock è sempre raffigurato con capelli e barba nera, un berretto da capitano, un maglione a collo alto da ufficiale di Marina di colore blu con una piccola ancora raffigurata sul petto, (certe volte indossa anche una giacca nera) pantaloni neri e scarpe di cuoio nere.
Dall'ultima pagina dell'album Il tesoro di Rakam il Rosso, Haddock risiede nel castello di Moulinsart, con il suo maggiordomo Nestore; in questa occasione il capitano indossa un monocolo, pantaloni da equitazione e stivali. Ma ben presto ritroverà il berretto, il maglione blu e le scarpe nere, i vestiti in cui egli si sente se stesso.

## Linguaggio
Il capitano, quando si infuria, è un colorito poeta dell'insulto non volgare: ne sono esempi le frasi "Per mille miliardi di sabordi", "Per mille miliardi di mille milioni di mille sabordi", "Specie di cannibale", "Maramaldo", "Per mille fulmini", "Per mille miliardi di balene", "Tuoni e fulmini di Brest!", "Un'invasione di barbari!", "Sottospecie di logaritmo", "Ectoplasma!" o "Banda di kanaki!". Secondo Pierre Assouline queste espressioni rappresentano una parodia dello stile retorico di Léon Degrelle, uomo politico belga di estrema destra noto per le fiorite invettive che lanciava contro i suoi avversari.

## Il vero capitano Haddock
Il capitano Herbert Haddock è realmente esistito ed era in forza alla White Star Line nonché il predecessore di Edward John Smith, comandante del Titanic, del quale Haddock era stato inizialmente designato comandante. La notte del 14 aprile 1912 quando il Titanic naufragò, Haddock si trovava al comando del transatlantico Olympic e si mise in contatto radio con il Titanic ma non gli fu possibile intervenire in quanto l’Olympic si trovava a più di 900 chilometri dal luogo del disastro.